# Diàmetre del feix
El diàmetre del feix o amplada del feix d'un feix electromagnètic és el diàmetre al llarg de qualsevol línia especificada que és perpendicular a l'eix del feix i el talla. Com que els feixos normalment no tenen vores afilades, el diàmetre es pot definir de moltes maneres diferents. S'utilitzen comú cinc definicions de l'amplada del feix: D4σ, 10/90 o 20/80 talla de ganivet, 1/e2, FWHM i D86. L'amplada del feix es pot mesurar en unitats de longitud en un pla particular perpendicular a l'eix del feix, però també es pot referir a l'amplada angular, que és l'angle subtetent pel feix a la font. L'amplada angular també s'anomena divergència del feix.
El diàmetre del feix normalment es refereix a un feix de secció transversal circular, però no necessàriament. Un feix pot, per exemple, tenir una secció transversal el·líptica, en aquest cas s'ha d'especificar l'orientació del diàmetre del feix, per exemple respecte a l'eix major o menor de la secció transversal el·líptica. El terme "amplada del feix" es pot preferir en aplicacions on el feix no té simetria circular.

## Definicions

### Ample de feix de Rayleigh

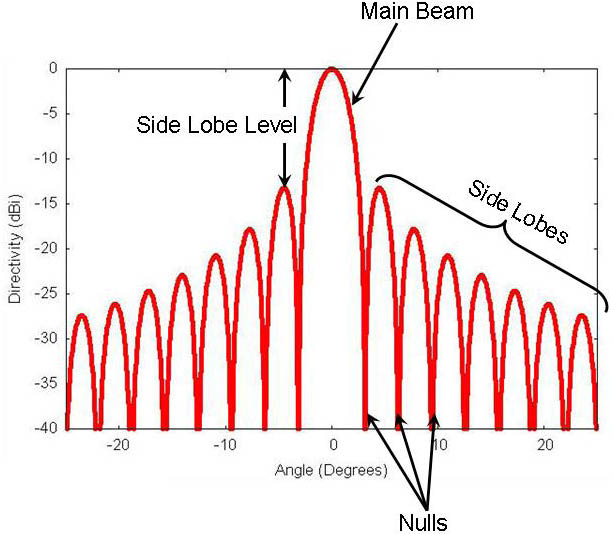
Un patró de radiació d'antena típic en la representació del sistema de coordenades cartesianes que mostra lòbuls laterals.

L'angle entre el pic màxim de potència radiada i el primer nul (cap potència radiada en aquesta direcció) s'anomena ample de feix de Rayleigh.

### Amplada total a la meitat màxima
La manera més senzilla de definir l'amplada d'un feix és escollir dos punts diametralment oposats en els quals la irradiància és una fracció especificada de la irradiància màxima del feix i prendre la distància entre ells com a mesura de l'amplada del feix. Una opció òbvia per a aquesta fracció és ½ (−3 dB), en aquest cas el diàmetre obtingut és l'amplada total del feix a la meitat de la seva intensitat màxima (FWHM). Això també s'anomena amplada del feix de mitja potència (HPBW).

### Amplada 1/e2
L'amplada 1/e2 és igual a la distància entre els dos punts de la distribució marginal que són 1/e2 = 0,135 vegades el valor màxim. En molts casos, té més sentit prendre la distància entre punts on la intensitat cau a 1/e2 = 0,135 vegades el valor màxim. Si hi ha més de dos punts que són 1/e2 vegades el valor màxim, s'escullen els dos punts més propers al màxim. L'amplada 1/e2 és important en les matemàtiques dels feixos gaussians, en què el perfil d'intensitat es descriu per {\displaystyle I(r)=I_{0}\exp \!\left(\!-2{\frac {r^{2}}{w^{2}}}\right)}.